# ويليام جون توماس ميتشيل
ويليام جون توماس ميتشيل (بالإنجليزية: W. J. T. Mitchell)‏ هو مؤرخ الفن وأستاذ جامعي أمريكي، ولد في 24 مارس 1942 في آناهايم في الولايات المتحدة.